# 退件地址

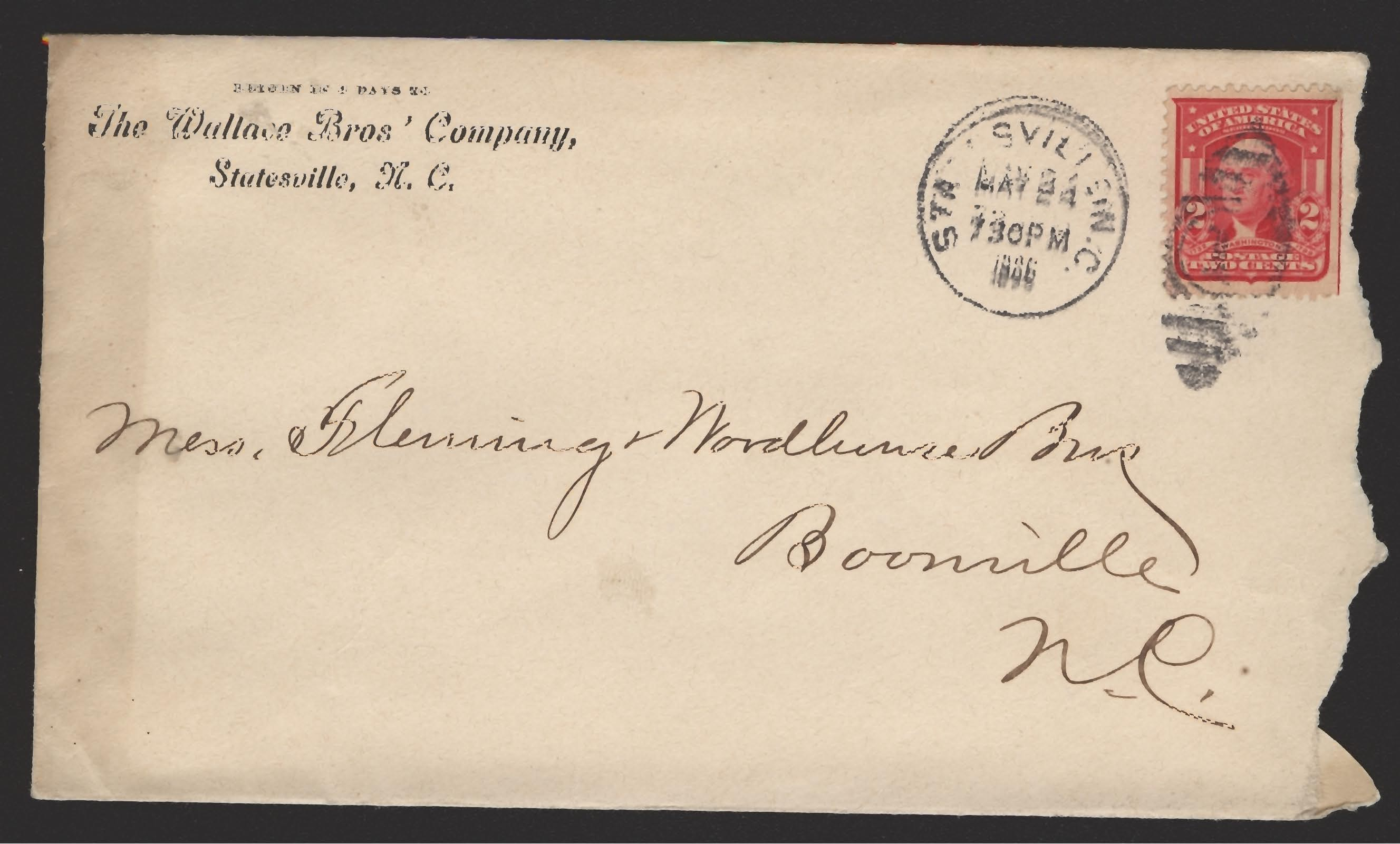
左上角有退件地址的信封

退件地址，又稱回郵地址，是指写在信封或者明信片上的发件人地址。这个地址用于邮路不畅或者邮件投递失败的时候，把邮件退回发件人。
退件地址应包含地址或邮政信箱的详细信息，与投递地址（收件人地址）的格式相同。在大多数国家和地区，例如美国、加拿大、澳大利亚、法国，退件地址位于信封或明信片的左上角 ，万国邮政联盟也是如此建议。在英国，退件地址通常位于信封背面，位于“Return address”字样之后 。
中国邮政的邮件业务区分中国大陆境内邮件和国际港澳台邮件：中国大陆境内邮件的横式信封格式，就是把传统直式信封的书写格式逆时针旋转90度，变成横式信封，所以应当把发件人地址写在信封或明信片的最后一行，靠右书写；而国际港澳台邮件的信封格式则向万国邮政联盟的建议格式看齐，把发件人地址写在信封或明信片的左上角。
企业经常使用预先印有退件地址的信封。许多人都有一张预先印有家庭住址的不干胶标签，贴在他们的信件上。慈善机构有时会在邮件中包含此类表格。可以从销售个性化标签的公司购买成卷的退件地址标签，以便个人可以轻松地将退件地址标签撕下来贴到信封上。
退件地址不是必须的。但是，如果缺少退件地址，邮递业务在投递失败的情况下无法退回该邮件，例如损坏、欠资或目的地无效。这类邮件可能会变成死信（无法投递又无法退回的邮件）。 

## 历史
退件地址自 19 世纪 80 年代以来就在美国邮政行业使用。20世纪初，压力印刷变得越来越常见，标签变得越来越便宜，越来越容易分发。涉及生产这些标签的专业被称为石版印刷。
在 20 世纪 50 年代的美国，越来越多的邮件未能到达预期收件人手中，并且由于缺乏退件地址，据说邮件最终被送到了死信办公室。随着死信的增加，邮局请求寄信人写上退件地址。尽管如此，美国民众仍然经常省略退件地址。这事逼得美国邮政局长发公告称：没有退件地址的邮件的优先级低于有退件地址的邮件。
尽管如此，当时美国民众还是很少使用退件地址。到了 20 世纪 60 年代，随着各公司开始提供预印退件标签优惠，例如 2500 个标签，价格为 2 美元，美国民众才开始广泛使用退件地址。因为标签分发器的出现，退件地址才开始变得流行起来。然后由于个人计算机的出现，很多人开始自行打印标签。接下来，由于电子邮件开始取代纸质邮件，退件地址便在电子邮件中自动出现。 